# Le Monde de Suzie Wong (roman)
Pour l’article homonyme, voir Le Monde de Suzie Wong (film, 1960).
Le Monde de Suzie Wong est un roman écrit par Richard Mason qui a été adapté pour en faire une pièce de théâtre, un film et un ballet. Une suite lui a aussi été donnée en 1992 par George Adams, sous la forme d'une nouvelle du nom du Retour de Suzie Wong.

## Résumé
Le roman raconte l'histoire de Robert Lomax, un jeune Anglais, qui commence une carrière d'artiste peintre dans les années 1950. À la recherche de l'inspiration, il s'installe au Nam Kok, un hôtel de passe dans le quartier de Wan Chai sur l'île de Hong Kong.
Il devient très vite l'ami de la plupart des filles de l'hôtel, mais reste particulièrement fasciné par l'une d'entre elles, Suzie Wong. S'ensuit une belle histoire d'amour avec de nombreux rebondissements, devenue aujourd'hui l'un des classiques de la littérature anglophone.

## Les adaptations
Une adaptation au théâtre du roman de Richard Mason est produite dès 1958 (création à Broadway) par David Merrick, avec William Shatner et France Nuyen dans les rôles principaux.
En 1960, Richard Quine dirige un film, Le Monde de Suzie Wong, dans lequel William Holden joue le rôle de Robert Lomax et Nancy Kwan celui de Suzie Wong.
En 1992, George Adams publie une nouvelle du nom de The Return of Suzie Wong, dans laquelle la désormais veuve Madame Lomax fait son retour à Hong Kong, plusieurs décennies après avoir quitté l'ancienne colonie britannique.
En mars 2006, le ballet Suzie Wong est créé par Stephen Jefferies pour le Ballet de Hong Kong.

## Le saviez-vous?
Richard Mason s'est inspiré du Luk Kwok Hotel sur Gloucester Road, dans lequel il a lui-même séjourné dans les années 1950. À l'époque, l'hôtel était situé sur les quais, mais à la suite des nombreux remblaiements, le front de mer s'est aujourd'hui éloigné de plusieurs centaines de mètres. L'hôtel a également été complètement reconstruit depuis.